# Cercle et Carré
Cercle et Carré (tradotto in italiano Cerchio e Quadrato) è stata un'associazione di artisti astrattisti. Fu fondata nel 1929 a Parigi dal belga Michel Seuphor e dall'uruguaiano Joaquín Torres García e durò poco più di un anno.

## Storia
Il gruppo nacque come reazione contro il surrealismo che allora dominava la scena artistica parigina. La critica ufficiale arcignamente era arrivata al punto di decretare perfino quali fra i cosiddetti post-cubisti potesse essere accettato (parliamo di Braque, Léger o Picasso) e chi invece no. L'arte astratta era considerata fredda, cerebrale, meramente decorativa: una strada verso il nulla. Tuttavia il gruppo, con uno spirito di imparzialità, non era rigidamente limitato agli astrattisti più strettamente intesi, accoglieva artisti come Mondrian legati alle scelte più radicali del De Stijl, puristi come Legér e Ozenfant, ma anche altri che non avevano completamente abbandonato il figurativo come Torres Garcia o che rivelavano una certa affinità col surrealismo come Arp o Schwitters.
Il nome del gruppo Cerchio e Quadrato, come proposto da Seuphor, associava a queste figure geometriche al dualismo del dibattito tra astrazione e figurazione e alludeva all'idealismo implicito nella teorizzazione dell'astrattismo. 
L'associazione diede vita a una rivista omonima (con una testata ideata da Pierre Daura).che riuscì a pubblicare tre numeri tra marzo e giugno del 1930. Lo scopo della pubblicazione era trattare la teorizzazione dell'arte piuttosto che esporre, come un catalogo, una serie di opere di vari artisti. Gli argomenti trattati passavano dalla pittura e la scultura all'architettura, alla musica, al teatro, alla poesia e alla allora nuova frontiera del cinema. La rivista riuscì subito ad attrarre l'interesse di diversi intellettuali ed artisti, ma tutto sommato un gruppo piuttosto ristretto, e oltre agli scritti di Seuphor e Torres García ospitò interventi di personaggi oggi quantomeno storicamente rilevanti come Fernand Lèger, PIet Mondrian, Otto Freundlich, Georges Vantongerloo, Le Corbusier, Adolf Behne, Walter Gropius, Raoul Hausmann, Hans Richter.
Dopo il tentativo di una mostra collettiva (aprile-maggio 1930) il gruppo si sciolse e gli artisti, anche quelli che avevano aderito al gruppo rivale Art Concrete di Theo Van Doesburg che aveva stampato numero unico nell'aprile 1930, l'anno successivo confluirono nel nuovo gruppo di Abstraction-Creation creato da Vantongerloo e Herbin.
Torres García, l'altro fondatore del gruppo – sebbene non fosse esattamente un astrattista nel pensiero di Seuphor – fece ritorno in Uruguay nel 1934. Qui diede vita alla rivista Circulo y Cuadrado  che avvertiva chiaramente accanto alla testata di essere la Segunda epoca de "Cercle et Carré" fundada en Paris (Para el moderno movimiento constructivista): ne furono pubblicati 10 numeri (in realtà 8 l'ultimo era un'edizione tripla) dal 1936 al 1943.
L'associazione venne dimenticata dalla storiografia artistica fino alla fine degli anni sessanta. Peraltro fino al 1958, quando Hans Arp la inserì nel curriculum per la sua retrospettiva al Moma, nessun degli artisti partecipanti alla mostra alla Galerie 23 aveva mai citato il gruppo. Infatti l'interesse su quel "movimento" fu risvegliato dal libro Constructivism: origins and evolution di George Rickey del 1967 e da allora è un riferimento irrinunciabile nella letteratura dedicata all'astrattismo geometrico e al costruttivismo. Per la verità suscitarono minore influenza le poche menzioni dello stesso Seuphor, episodiche fino agli cinquanta e piuttosto personalistiche, intese a sottolineare il proprio ruolo centrale come ispiratore e organizzatore piuttosto che l'attività associativa, evitando anche di citare espressamente il nome del gruppo. Ugualmente quando Seuphor riferì più estesamente del gruppo e del suo rapporto con Torres Garcia in Ein halbes Jahrhundert abstrakte Malerei: Von Kandinsky bis zur Gegenwartdel del 1962; lo stesso anche quando dedicò un intero capitolo a Cercle et Carré nella raccolta Le style et le cri: quatorze essais sur l’art de ce siècle del 1966, in assoluto il primo resoconto dettagliato sul gruppo.

## La mostra diCercle et Carré
Nel secondo numero della rivista si annunciava la mostra del gruppo di Cercle et Carré dal 18 aprile al 1º maggio del 1930 presso la "Galerie 23". Era pubblicizzata come prima mostra dell'associazione, così da promettere altre a seguire, e probabilmente fu la prima dedicata espressamente all'astrattismo, ma non ci fu seguito. Secondo la tardiva memoria di Seuphor (un romanzo scritto nel 1938 e pubblicata nel 1939) la mostra risultò un fallimento: il pubblico fu quasi assente, nel migliore dei casi fu ignorata dalla stampa e a nessuno venne in mente di chiedere il listino delle opere.
I partecipanti alla mostra furono 46, un gruppo internazionale in prevalenza di non francesi. Esposero anche 11 donne, una percentuale tutt'altro che irrilevante a quel tempo (è da notare che nel gruppo, per quanto si presentasse come egualitario e democratico, fossero comunque presenti tendenze misogine).  Nella mostra – tra le circa 140 opere esposte – erano rappresentate un'ampia serie di tendenze, tra astrazione e figurazione, dal purismo al neoplasticismo o al costruttivismo, come d'altra parte avveniva nella rivista. Si trattava di dipinti o sculture propriamente detti, oppure bozzetti di scene e costumi teatrali. Seuphort presentò Tableau-poème, un quadro/poesia realizzato assieme a Mondrian.

### Gli artisti espositori
- Hans Arp (1887-1966) Frencia
- Willi Baumeister (1889-1955) Germania
- Ingibjörg Bjarnason (1907–1977) Islanda
- Carl Buchheister (1890-1964) Germania
- Marcelle Cahn (1895-1981) Francia
- Franciska Clausen (1899-1986) Danimarca
- Jaime Antonio Colson (1901-1975) Santo Domingo
- Germàn Cueto (1893-1975) Messico
- Serge Charchoune (1888-1975) Russia
- Pierre Daura (1896-1976) Spagna
- Aleksandra Ekster (1882-1949) Russia
- Fillia (1904-1936) Italia
- Frantisek Foltyn (1891-1976) Cecoslovacchia
- Otto Freundlich (1878-1943) Germania, partecipò alla mostra sebbene non citato nel programma[21].
- Jean Gorin (1899-1981) Francia
- Nadia Chodasiewicz-Grabowska (1904-1982) Bielorussia
- Huib Hoste (1881-1957) Belgio
- Vilmoz Huszár (1884-1960) Ungheria
- Véra Idelson (1893-1977) Lettonia
- Wassily Kandinsky (1866-1944) Russia
- Luc Lafnet (1899-1939) Belgio
- Le Corbusier (1887-1965) Svizzera
- Fernand Léger (1881-1955) Francia
- Oskar Lüthy (1882-1945) Svizzera
- Piet Mondrian (1872-1944) Olanda
- Michel Seuphor (1901-1999) Belgio
- Stefan Moszczynski (?-?) Polonia
- Erik Olson (1901-1986) Svezia
- Amédée Ozenfant (1886-1966) Francia
- Antoine Pevsner (1884-1962) Bielorussia
- Enrico Prampolini (1894-1956) Italia, citato nel programma in realtà non espose[22]
- Luigi Russolo (1885-1947) Italia
- Alberto Sartoris (1901-1998) Italia
- Kurt Schwitters (1887-1948) Germania
- Henrik Stazewski (1894-1988) Polonia
- Nechama Szmuszkowicz (1895-1977) Ucraina
- Stella (?-?) ?
- Hans Suschny (?-?) Austria
- Sophie Taeuber-Arp (1889-1943) Svizzera
- Joaquìn Torres Garcia (1874-1949) Uruguay
- Friedrich Vordemberge-Gildewart (1899-1962) Germania
- Adya Van Rees-Dutilh (1876-1959) Olanda
- Otto Van Rees (1884-1957) Olanda
- Georges Vantongerloo (1886-1965) Belgio
- Hans Robert Welti (1891–1934) Svizzera
- Hendrik Nicolaas Werkman (1882-1945) Olanda
- Wanda Wolska (1902–33) Polonia